# Elezioni parlamentari in Algeria del 2021
Le elezioni parlamentari in Algeria del 2021 si sono tenute il 12 giugno per il rinnovo dell'Assemblea popolare nazionale; indette con un anno di anticipo rispetto alla scadenza naturale della legislatura inaugurata nel 2017, hanno fatto seguito alla riforma costituzionale del 2020.

## Risultati
| Liste                                   | Voti      | %     | Seggi |
| --------------------------------------- | --------- | ----- | ----- |
| Fronte di Liberazione Nazionale         | 287.828   | 6,24  | 98    |
| Movimento della Società per la Pace     | 208.471   | 4,52  | 65    |
| Raggruppamento Nazionale Democratico    | 198.758   | 4,31  | 58    |
| Fronte dell'Avvenire                    | 153.987   | 3,34  | 48    |
| Movimento di Costruzione Nazionale      | 106.203   | 2,30  | 39    |
| Voce del Popolo                         | 13.103    | 0,28  | 3     |
| Partito della Libertà e della Giustizia | 10.618    | 0,23  | 2     |
| Fronte della Nuova Algeria              | 7.916     | 0,17  | 1     |
| Fronte per la Giustizia e lo Sviluppo   | 7.667     | 0,17  | 2     |
| El Fadjr El Djadid                      | 7.433     | 0,16  | 2     |
| Partito della Dignità                   | 5.942     | 0,13  | 1     |
| Fronte del Buon Governo                 | 3.724     | 0,08  | 2     |
| Jil Jadid                               | 3.576     | 0,08  | 1     |
| Fronte Nazionale Algerino               | 1.207     | 0,03  | 1     |
| Altre liste con seggi                   | 256.732   | 5,57  | 84    |
| Altri                                   | 3.337.487 | 72,39 | -     |
| Totale                                  | 4.610.652 |       | 407   |